# Plovoucí napětí
Plovoucí napětí (z anglického float voltage), někdy označované jako udržovací napětí, je konstantní napětí využívané pro kompenzaci samovybíjení a zajištění 100% nabití po dlouhou dobu u jistých elektrických akumulátorů.
Napětí se liší v závislosti na typu akumulátoru a okolní teplotě. U 12V baterie olověných akumulátorů se pohybuje v rozmezí 13,5-13,8V se změnou 0,1V na každých 5 °C. Při nedodržení teplotní kompenzace může docházet buď k sulfataci, nebo ke korozi elektrod.
Se správným typem akumulátoru a správně nastaveným dobíječem, může být dobíječ připojen po nekonečně dlouhou dobu bez poškození akumulátoru.
Tohoto nabíjení je nejčastěji využíváno v systémech záložního napájení (UPS, zabezpečovací systémy…), kdy je nabíjení akumulátorů řešenou pouhou stabilizací napětí a omezením maximálního nabíjecího proudu. V případě, že je akumulátor již nabitý, se tekoucí proud do akumulátoru sám sníží na minimum, pokrývající pouze ztráty vzniklé samovybíjením.
Tento typ nabíjení nelze použít na všechny druhy akumulátorů – například Ni-Cd a Ni-Mh články musejí být pro udržení 100% nabíjení nabíjeny "kapkovým nabíjením"